# グリモー
グリモー（Grimaud、プロヴァンス語およびミストラル語:Grimau）は、フランス、プロヴァンス＝アルプ＝コート・ダジュール地域圏ヴァール県のコミューン。中世の城を中心としたグリモーの村落、そしてグリモー港とその町並みの2つに分かれる。

## 歴史
グリモーの村の起源は、サンブランス族が住んでいたサンブラシス（Sambracis）という名の古い村にある。
- 850年 - サラセン人がガルド＝フレイヌに要塞を築いた。当時アルアンダルスを支配していたウマイヤ朝の植民地としてであった。ここを拠点として、サラセン人たちはガルド＝フレイヌ周辺を荒らし回った。
- 10世紀 - プロヴァンス伯、ブルグント王、東ローマ皇帝らが共闘してサラセン人を駆逐した。残ったサラセン人たちはキリスト教に改宗した。
- 11世紀 - グリモーの村が拡大するにつれ、サントロペ湾へと広がっていった。モール山地を監視する戦略的要所であり、ガルド＝フレイヌへ通じる地点でもあった。この時代に城と宗教建築がつくられた。
- 14世紀 - フレイヌ周辺最大の教区となり、人口が約1200人であった。
- 15世紀 - プロヴァンス伯であったルネ・ダンジューが、グリモー城をジャン・コッサへ与えた。
- 16世紀 - ユグノー戦争によって城が破壊された。
- 17世紀 - 城が再建された。コミューン住民のためにサン＝ロック製粉所が設けられた。
- 19世紀 - オリーブ、ブドウ栽培、養蚕が盛んとなる。
- 20世紀 - 1966年以降、海岸の湿地にグリモー港が建設された。ヴェネツィアをモデルとして運河が巡らされ、車の乗り入れが制限されている。